# HD 68601
HD 68601，又名CD-42 3979，SAO 219569、HR 3226，是一颗恒星，视星等为4.75，位于銀經259.29，銀緯-5.06，其B1900.0坐标为赤經8h 8m 3.1s，赤緯-42° -5.06′ 19″。